# 埃爾帕洛馬

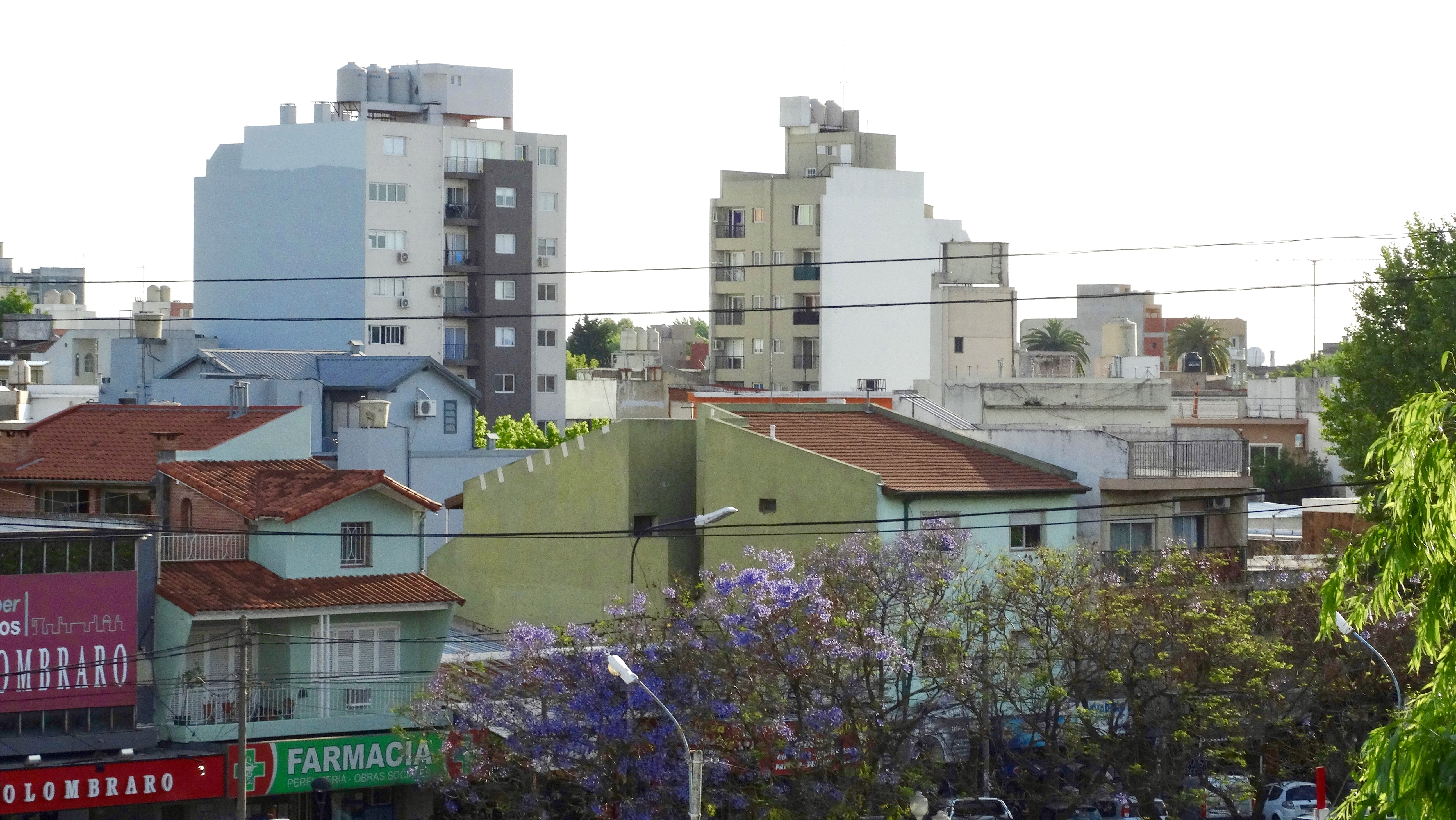
埃爾帕洛馬

埃爾帕洛馬（西班牙語：El Palomar）是阿根廷的城市，位於該國東北部，距離首都布宜諾斯艾利斯20公里，由布宜諾斯艾利斯省負責管轄，面積11.2平方公里，海拔高度6米，2001年人口74,757。

## 外部連結
- ROTARY CLUB EL PALOMAR
- www.guiapalomar.com （页面存档备份，存于） Official website （西班牙文）
- Ciudad Jardín Lomas del Palomar （西班牙文）